# Ealhswith
Ealhswith (także Elswith, Ealsitha, Ealhswith, Etheldwitha, Ethelwitha, zm. 902) – żona Alfreda Wielkiego, królowa Wessexu oraz święta Kościoła Katolickiego i kościoła wschodniego.
Ealhswith była córką Æthelreda z Mercji i Eadburh. Asser w „Żywocie króla Alfreda” napisał, że byli oni rodziną królewskiego rodu Mercji. Alfred poślubił ją w 868 roku, jeszcze przed tym jak został królem. Ealhswith prawdopodobnie nie nosiła tytułu królowej.
Po śmierci Alfreda w 899 roku Ealhswith otrzymała 100 funtów spadku oraz majątki w Lambourn, Wantage i Edington. Zaangażowała się też w budowę klasztoru Nunnaminster w Winchesterze. Być może została też w nim zakonnicą oraz ksieni.
Zmarła 5 grudnia 902 roku. Została pochowana obok Alfreda w klasztorze benedyktyńskim w Winchesterze. Kościelne wspomnienie św. Elswith przypada na 20 lipca.

## Dzieci
Alfred i Ealhswith mieli piątkę dzieci:
- Ethelfleda (ur. 868) – żona Aethelreda z Mercji, nazywana Panią mercjan
- Aethelgifu (ur. 869) – przeorysza Shaftesbury
- Edward Starszy (ur. 871) – król Wessexu
- Aelfthryth lub Elfrida (ur. 877) – żona hrabiego Baldwina z Flandrii
- Aethelweard (ur. 880)

## W kulturze
- W serialu Upadek królestwa w rolę Ealhswith wcieliła się Eliza Butterworth[5]
- W serialu Wikingowie rolę Elsewith zagrała Roisin Murphy[6]